# Reserva Natural de Siplase
A Reserva Natural de Siplase é uma reserva natural localizada no Condado de Saare, na Estónia.
A área da reserva natural é de 207 ha (510 acres).
A área protegida foi fundada em 2007 para proteger os valiosos tipos de habitats e espécies ameaçadas em Iide, Mõisaküla e na aldeia de Soodevahe (todos na antiga freguesia de Torgu).